# Daniel Schreiner (Fußballspieler)
Daniel Schreiner (* 16. März 1986) ist ein österreichischer Fußballspieler.

## Karriere
Daniel Schreiner spielt derzeit bei TSV Hartberg in der Regionalliga Mitte. Sein größter Erfolg mit der Mannschaft war der Gewinn der Österreichischen Meisterschaft 2004/05 mit Rapid Wien. Der Nachwuchsspieler spielte davor bei den Rapid Amateuren. Insgesamt absolvierte der junge Abwehrspieler erst ein Spiel in der Meisterschaft (Stand: 28. Oktober 2005) für Rapid.
Seit der Saison 2006 spielt er bei TSV Hartberg in der Regionalliga Mitte.